# Смит, Джордж Элвуд
Джордж Э́лвуд Смит (англ. George Elwood Smith; 10 мая 1930[…], Уайт-Плейнс, Нью-Йорк — 28 мая 2025, Barnegat Township, Нью-Джерси) — американский учёный-физик, лауреат Нобелевской премии по физике за 2009 год совместно с Уиллардом Бойлом с формулировкой «за разработку оптических полупроводниковых сенсоров — ПЗС-матриц».
Член Национальной инженерной академии США (1983).

## Биография
Родился в Уайт-Плейнс, шт. Нью-Йорк. Служил в ВМС США, в 1955 году получил степень бакалавра в Пенсильванском университете, а в 1959 — степень доктора философии в Чикагском университете. Докторская диссертация занимала всего 8 страниц. С 1959 по 1986 год работал в «Белл Лабораториз», занимаясь исследованиями новых типов лазеров и полупроводниковых устройств, получил десятки патентов, возглавлял подразделение по разработке СБИС.
В 1969 году совместно с Уиллардом Бойлом разработал новый тип приборов — ПЗС, за что они совместно получили медаль Стюарта Бэллэнтайна Института Франклина в 1973 году, премию Морриса Либмана Института инженеров электротехники и электроники в 1974 году, Медаль прогресса (Фотографическое общество Америки) в 1986 году, C&C Prize в 1999 году, премию Чарльза Старка Дрейпера в 2006 году, и Нобелевскую премию по физике в 2009 году. В 2015 году получил индивидуальную Медаль прогресса от Королевского фотографического общества.
После выхода в отставку в 1986 году много путешествовал, обойдя на своей своём 9-метровом катере Атлантический и Тихий океаны. Проживал на берегу залива Барнегат в Нью-Джерси. Умер 28 мая 2025 года в возрасте 95 лет в своём доме в Барнегат-Тауншипе, штат Нью-Джерси.

## Избранные публикации
- Smith G.E. Anomalous skin effect in bismuth // Physical Review. — 1959. — Vol. 115. — P. 1561-1568. — doi:10.1103/PhysRev.115.1561.
- Smith G.E., Wolfe R. Thermoelectric properties of bismuth-antimony alloys // Journal of Applied Physics. — 1962. — Vol. 33. — P. 841-846. — doi:10.1063/1.1777178.
- Smith G.E., Baraff G.A., Rowell J.M. Effective g factor of electrons and holes in bismuth // Physical Review. — 1964. — Vol. 135. — P. A1118-A1124. — doi:10.1103/PhysRev.135.A1118.
- Boyle W.S., Smith G.E. Charge Coupled Semiconductor Devices // Bell System Technical Journal. — 1970. — Vol. 49. — P. 587-593. — doi:10.1002/j.1538-7305.1970.tb01790.x.
- Amelio G.F., Tompsett M.F., Smith G.E. Experimental Verification of the Charge Coupled Device Concept // Bell System Technical Journal. — 1970. — Vol. 49. — P. 593-600. — doi:10.1002/j.1538-7305.1970.tb01791.x.
- Tompsett M.F., Amelio G.F., Smith G.E. Charge coupled 8-bit shift register // Applied Physics Letters. — 1970. — Vol. 17. — P. 111-115. — doi:10.1063/1.1653327.
- Walden R.H., Krambeck R.H., Strain R.J., McKenna J., Schryer N.L., Smith G.E. The Buried Channel Charge Coupled Device // Bell System Technical Journal. — 1972. — Vol. 51. — P. 1635-1640. — doi:10.1002/j.1538-7305.1972.tb02674.x.
- Смит Дж.Е. История изобретения приборов с зарядовой связью // Успехи физических наук. — Российская академия наук, 2010. — Т. 180. — С. 1357—1362. — doi:10.3367/UFNr.0180.201012k.1357.